# Pla complex
En matemàtiques, el pla complex és una forma de visualitzar l'espai dels nombres complexos. Pot entendre's com un pla cartesià modificat, en el que la part real està representada a l'eix x i la part imaginària a l'eix y. L'eix x també rep el nom d'eix real i l'eix y el d'eix imaginari.

Un nombre pot ser visualment representat per un parell de nombres formant un vector en un diagrama anomenat diagrama de Argand.

El pla complex també s'anomena Pla d'Argand, ja que s'utilitza en els diagrames d'Argand. Aquests porten el nom de Jean-Robert Argand (1768-1822). Els diagrames d'Argand s'usen sovint per representar les posicions dels pols i zeros d'una funció en el pla complex.
El concepte de pla complex permet una interpretació geomètrica dels nombres complexos. La suma de nombres complexos es pot relacionar amb la suma de vectors, i la multiplicació de dos nombres complexos es pot expressar més fàcilment en coordenades polars - la magnitud o mòdul del producte és el producte dels dos valors absoluts, o mòduls, i l'angle o argument del producte és la suma dels dos angles, o arguments. En particular, la multiplicació per un nombre complex de mòdul 1 actua com una rotació.
La teoria de les funcions complexes és una de les àrees més riques de la matemàtica, que troba aplicació en moltes altres àrees de la matemàtica i també en física, electrònica i molts altres camps.

## Convencions de notació

### Nombres complexos
En l'anàlisi complexa, els nombres complexos es representen habitualment amb el símbol z, que es pot separar en les seves parts real (x) i imaginària (y):{\displaystyle z=x+iy=|z|\left(\cos \theta +i\sin \theta \right)=|z|e^{i\theta }}En el pla cartesià el punt (x, y) també es pot representar en coordenades polars com{\displaystyle |z|={\sqrt {x^{2}+y^{2}}};\quad \theta =\arg(z)={\frac {1}{i}}\ln {\frac {z}{|z|}}=-i\ln {\frac {z}{|z|}}.}En el pla cartesià es pot suposar que l'arctangent pren valors des de − π /2 fins a π /2 (en radians), i cal tenir cura de definir la funció arctangent més completa per als punts (x, y) quan x ≤ 0.  En el pla complex aquestes coordenades polars prenen la forma {\displaystyle z=x+iy;\qquad f(z)=w=u+iv}{\displaystyle z=x+iy}Aquí | z | és el valor absolut o mòdul del nombre complex z; θ, l’argument de z, es pren normalment a l'interval 0 ≤ θ < 2π; i l'última igualtat (a | z | e iθ) es pren de la fórmula d'Euler. Sense la restricció de l'interval de θ, l'argument de z és multivalor, perquè la funció exponencial complexa és periòdica, amb període 2 π i. Així, si θ és un valor d'arg(z), els altres valors estan donats per arg(z) = θ + 2nπ, on n és qualsevol nombre enter diferent de zero.
Encara que poques vegades s'utilitza explícitament, la visió geomètrica dels nombres complexos es basa implícitament en la seva estructura d'un espai vectorial euclidià de dimensió. 2, on el producte interior dels nombres complexos w i z ve donat per {\displaystyle \Re (w{\overline {z}})}; aleshores per a un nombre complex z el seu valor absolut z coincideix amb la seva norma euclidiana i el seu argument arg(z) amb l'angle que gira des de 1 a z.
La teoria de la integració del contorn comprèn una part important de l'anàlisi complexa. En aquest context, la direcció del viatge al voltant d'una corba tancada és important – invertir la direcció en què es recorre la corba multiplica el valor de la integral per −1. Per convenció, la direcció positiva és en sentit contrari a les agulles del rellotge. Per exemple, el cercle unitari es recorre en sentit positiu quan comencem al punt z = 1, després viatgem cap amunt i cap a l'esquerra pel punt z = i, després cap avall i cap a l'esquerra per -1, després cap avall i cap a la dreta a través de − i, i finalment amunt i a la dreta fins a z = 1, on vam començar.
Gairebé tota l'anàlisi complexa es refereix a funcions complexes – és a dir, amb funcions que mapegen algun subconjunt del pla complex en algun altre subconjunt (possiblement superposat, o fins i tot idèntic) del pla complex. Aquí s'acostuma a parlar del domini de f (z) com situat al pla z, mentre que es refereix al rang de f (z) com un conjunt de punts en el pla w. En símbols escrivim
{\displaystyle z=x+iy;\qquad f(z)=w=u+iv}
i sovint penseu en la funció f com una transformació del pla z (amb coordenades (x, y)) al pla w (amb coordenades (u, v)).

### Notació plana complexa
El pla complex es denota com {\displaystyle \mathbb {C} }.

## Ús del pla complex en la teoria de control
En la teoria de control, un dels usos del pla complex es coneix com el 'pla s'. S'utilitza per visualitzar les arrels i els zeros de les funcions de transferència d'un sistema LTI. La visualització gràfica de les arrels(és a dir d'aquells valors que anul·len l'equació característica) i dels zeros(aquells valors que anul·len el numerador de la Funció de transferència) permet interferir en el comportament del sistema.(per exemple permet saber si el sistema és estable o inestable). La funció de transferència s'expressa normalment amb un quocient de polinomis de la variable 's' de la Transformada de Laplace, i d'aquí surt el nom del pla 's'.
Un altre ús del pla s és en el criteri d'estabilitat de Nyquist, que és un principi geomètric que permet determinar l'estabilitat d'un sistema de control a través del diagrama de Nyquist de la resposta de la fase de la funció de transferència en el pla complex.
El pla z és una versió de temps discret del pla s, on s'utilitza la transformada Z en canvi de la de Laplace.
La projecció estereogràfica polar és una projecció estereogràfica molt utilitzada per realitzar mapes de les regions polars de la Terra. És una projecció que produeix molt poca distorsió en l'escala de distàncies en els mapes dels casquets polars, sobretot entre les latitud és 80 º i 90 º (pol). D'aquesta manera es fa servir com a complementària de la Projecció Universal Transversa de Mercator per a la cartografia completa del món en el sistema UTM.

## Projecció estereogràfica
Pot ser útil pensar en el pla complex com si ocupés la superfície d'una esfera. Donada una esfera de radi unitat, posa el seu centre en l'origen del pla complex, orientat de manera que l'equador de l'esfera coincideix amb el cercle unitat en el pla, i el pol nord està "per sobre" del pla.
Podem establir una correspondència un-a-un entre els punts de la superfície de l'esfera menys el pol nord i els punts en el pla complex de la següent manera. Donat un punt del pla, dibuixa una línia recta que connecta amb el pol nord de l'esfera. Aquesta línia intersecta la superfície de l'esfera en exactament un punt més. El punt z = 0 es projecta sobre el pol sud de l'esfera. Des de l'interior del cercle unitat que es troba dins de l'esfera, tota la regió (| z | <1) sera mapejada en l'hemisferi sud. El cercle unitat en si mateix (| z | = 1) es projecta sobre l'equador, i l'exterior del cercle unitat (| z |> 1) es maparà a l'hemisferi nord, menys el pol nord. És evident que aquest procediment és reversible - tenint en compte qualsevol punt de la superfície de l'esfera que no és el pol nord, podem traçar una línia recta que uneix aquest punt amb el pol nord i intersectar el pla en exactament un punt.

## Diagrama d'Argand
El diagrama d'Argand es refereix a una trama geomètrica de nombres complexos com a punts z = x + iy utilitzant l'eix x com a eix real i l'eix y com a eix imaginari. Aquestes parcel·les porten el nom de Jean-Robert Argand (1768–1822), tot i que van ser descrites per primera vegada per l'agrimensor i matemàtic noruec-danès Caspar Wessel (1745–1818).  Els diagrames d'Argand s'utilitzen sovint per representar les posicions dels zeros i pols d'una funció en el pla complex.

Esfera de Riemann que mapeja tots els punts d'una esfera excepte un a tots els punts del pla complex

Esfera de Riemann. Parlem d'un únic punt a l'infinit quan parlem d'anàlisi complexa. Hi ha dos punts a l'infinit (positiu i negatiu) a la recta numèrica real, però només hi ha un punt a l'infinit (el pol nord) en el pla complex estès.